# Politieke geschiedenis van Turkije
Dit artikel geeft een overzicht van de politieke geschiedenis van Turkije.

## Van 1923 tot 1938

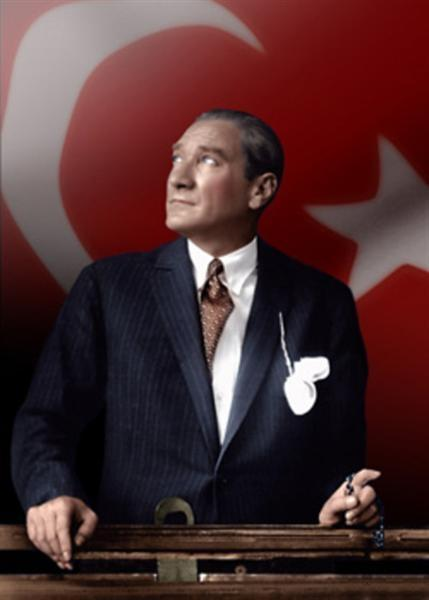
Mustafa Kemal Atatürk

De grondlegger van het moderne Turkije is Mustafa Kemal Pasja, beter bekend als Mustafa Kemal Atatürk ("Atatürk, vader van de Turken"). Deze achternaam werd hem in 1934 officieel toegekend door het Turkse parlement.
Atatürk leidde na de Eerste Wereldoorlog het verzet tegen de geallieerde bezetting van Turkije en de grenzen die door de geallieerden waren vastgesteld.
Na het verdrijven van de Grieken uit West-Turkije werden op de Conferentie van Lausanne (1923) nieuwe grenzen vastgesteld: het huidige Turkije. In datzelfde jaar werd het land officieel een republiek, met Atatürk als eerste president.
Atatürk begon onmiddellijk met hervormingen. Zo voerde hij het Latijnse alfabet in en bracht hij een scheiding van kerk en staat: alle religieuze scholen en rechtbanken werden ontbonden. Ook het dragen van religieuze hoofddeksels (de fez) en sluiers buiten de moskee werd verboden. In 1924 was de islam volgens de grondwet nog de staatsreligie; in 1928 werd dit artikel geschrapt.

## Van 1938 tot 1950
Atatürk overleed in 1938. Hij werd opgevolgd door zijn naaste medestander Ismet Inönü. Tijdens de Tweede Wereldoorlog bleef Turkije lange tijd neutraal, hoewel er sterke sentimenten waren voor aansluiting bij historische bondgenoot Duitsland. Pas in februari 1945 verklaarde het land de oorlog aan Duitsland.
In 1948 werd Turkije lid van de Organisatie voor Europese Economische Samenwerking, de voorloper van de Organisatie voor Economische Samenwerking en Ontwikkeling (OESO) en in 1949 werd het land
lid van de Raad van Europa.
Na de Tweede Wereldoorlog kwam Amerikaanse hulp op gang, niet in de laatste plaats vanwege de Sovjet-dreiging. De Verenigde Staten werden met de Trumandoctrine en Marshallhulp een belangrijke partner van Turkije op het gebied van politiek en economie. Hierdoor was het van groot belang dat het land aan de Amerikaanse eisen op het terrein van democratisering en economisch liberalisme ging voldoen. Atatürks opvolger, president Inönü verklaarde na de Tweede Wereldoorlog dat Turkije een democratische weg in wilde slaan. Van de autocratie die Turkije onder Atatürk was, ontwikkelde het land zich in democratische richting. Er kwamen nieuwe politieke partijen, maar activiteiten van socialisten en communisten werden onderdrukt. Arbeiders mochten zich organiseren in vakbonden, maar ze kregen pas in 1963 het recht om stakingen te organiseren. De strijd om de steun van de kiezers barstte los en het grootste deel van deze kiezers woonde nog altijd op het platteland. Op het platteland en in de kleine provinciesteden heerste een conservatieve, religieuze wereldvisie, die nauwelijks was beïnvloed door de kemalistische culturele revolutie. Om de massa aan zich te binden, stond de regering weer enige ruimte voor de islam toe: islamitisch onderwijs op school werd facultatief heringevoerd en voor het eerst in een generatie konden weer enkele Turken op pelgrimstocht naar Mekka.

## De jaren ’50 en ‘60
De eerste echte vrije verkiezingen van mei 1950 veroorzaakten een aardverschuiving in het politieke landschap. De Democratische Partij van Adnan Menderes, een afscheiding van de Republikeinse Volkspartij van Atatürk, won 54% van de stemmen en ruim 80% van de parlementszetels. De Democratische Partij ontleende haar macht aan de steun voor lokale netwerken, maar dit maakte de partij gevoelig voor de wensen van de bevolking. Menderes deed bijvoorbeeld concessies aan de religieuze behoeften van het volk, zoals het toestaan van de gebedsoproep in het Arabisch. De Turkse secularisten beschuldigden de DP ervan dat ze Atatürks erfenis aantastten, maar in werkelijkheid kwam het seculiere karakter van de staat en de wetgeving niet in gevaar. De kemalisten zagen secularisme als een verdedigingsmechanisme dat de vrijheid van denken moest garanderen tegenover de islam, terwijl Menderes en de zijnen erop wezen dat secularisme de vrijheid van geloof van de burgers moest waarborgen.
De partij had aanvankelijk (economisch) de wind mee, maar aan het eind van de jaren vijftig was daar weinig meer van over. Economisch ging het slecht, tegenstanders van de partij werden onderdrukt, er heerste woningnood en werkloosheid.
In 1952 werd Turkije lid van de Noord-Atlantische Verdragsorganisatie (NAVO), onder meer vanwege deelname aan de Koreaanse Oorlog en in 1954 ondertekende het het Europese verdrag tot bescherming van de rechten van de mens en de fundamentele vrijheden. Daarnaast nam Turkije deel aan het Balkanpact met Griekenland en Joegoslavië en aan het Bagdadpact met Irak, Pakistan, Engeland en Iran. Toen Griekenland op 15 juli 1959 een associatieaanvraag indiende bij de Europese Economische Gemeenschap, de voorloper van de Europese Unie, ging Turkije onmiddellijk over tot actie: alles werd in gereedheid gebracht om zo snel mogelijk een Turkse aanvraag te realiseren. In augustus 1959 werd het associatieverzoek van Turkije overhandigd aan de voorzitter van de Raad van de EEG. Er was toen nog sprake van een tweestrijd tussen de EEG met de Frans-Duitse voorhoede en de EFTA onder leiding van Groot-Brittannië en de verzoeken van de Grieken en de Turken betekenden een politieke overwinning voor een gemeenschap in wording. Het Turkse verzoek werd destijds ook positief onthaald vanwege de groeiende Turkse markt en goedkope arbeid. Bovendien was die Turkse markt maar liefst drie keer groter dan de Griekse markt, waardoor Turkije in economisch opzicht veel aantrekkelijker was.

Toch kreeg Griekenland in 1962 al een associatieakkoord met de EEG bewerkstelligd, terwijl Turkije moest wachten tot december 1963. Dit had te maken met de binnenlandse politieke situatie in Turkije: op 27 mei 1960 pleegde het leger een staatsgreep, waarbij premier Menderes, minister van Buitenlandse Zaken Zorlu en minister van Financiën Polatkan werden terechtgesteld. De militairen hadden geen duidelijk standpunt met betrekking tot de EEG, maar spraken wel hun voorkeur uit voor de ingeslagen, “democratische” weg. Het leger greep in, omdat in haar ogen de erfenis van Atatürk in het geding kwam. Vrij snel na deze coup kwam er een terugkeer naar de burgerpolitiek, maar de militairen introduceerden een nieuwe grondwet met ingrijpende gevolgen voor het politieke leven. De oude grondwet van 1924 ging uit van een eenpartijstaat, waardoor in de meerpartijendemocratie van na 1945 de partij die de meerderheid bezat, vrijwel alle macht had. De nieuwe grondwet zorgde voor spreiding van de macht over een parlement met twee kamers en een Constitutioneel Hof. Bovendien werden burgerlijke vrijheden beter gewaarborgd en kwam er meer bewegingsruimte voor verschillende politieke partijen en bewegingen. Maar deze grondwet leidde niet alleen tot positieve veranderingen: het leger liet haar macht in een orgaan verankeren, waardoor zij officieel en legitiem zeggenschap kreeg over de politiek. Dit orgaan, de Nationale Veiligheidsraad (Milli Güvenlik Kurulu) bestond voor de ene helft uit militairen van de legertop en voor de andere helft uit kabinetsleden en had de functie van adviseur over veiligheidszaken. De MGK gaf het begrip veiligheidszaken een ruime betekenis en haar adviezen zijn vaak opgevolgd door Turkse kabinetten. In oktober 1961 werden nieuwe verkiezingen gehouden. In de tien jaar daarna werden er coalitieregeringen gevormd van diverse samenstelling. De opeenvolgende regeringen hadden te maken met toenemende botsingen tussen extremisten van links en rechts: links wilde de banden met de westerse wereld verbreken; rechts wilde een terugkeer naar autocratie en een staatsbestel op basis van de islam. En dan waren er ook nog de opstanden van Koerden in Oost-Turkije.
Ondanks de staatsgreep van 1960, werd Turkije in 1963 geassocieerd lid van de Europese Economische Gemeenschap, de voorloper van de Europese Unie. Het Verdrag van Ankara tussen Turkije en de Europese Economische Gemeenschap werd getekend. Het verdrag bestaat uit vijf documenten: het Akkoord zelf, een Voorlopig Protocol, een Financieel Protocol en drie interpreterende verklaringen en twee verklaringen van de Bondsrepubliek Duitsland. Het doel van het Verdrag van Ankara was als volgt geformuleerd: 'de gestadige en evenwichtige versterking van de commerciële en economische betrekkingen tussen de partijen, met volledige inachtneming van de noodzaak de versnelde ontwikkeling van de economie van Turkije en de verruiming van de werkgelegenheid en verbetering der levensomstandigheden van het Turkse volk te verzekeren'. Dit verdrag was meer dan een handelsakkoord, beide partijen spraken hun streven naar een nauwe samenwerking uit en we kunnen stellen dat deze associatieovereenkomst voor Turkije een soort wachtkamer voor toetreding betekende.

## Militaire staatsgrepen
In 1971 waren de spanningen zo hoog opgelopen dat het leger zich opnieuw in de politiek mengde. Premier Demirel werd tot aftreden gedwongen, in 11 van de 67 provincies werd de staat van beleg afgekondigd en het leger werd gezuiverd. Al deze maatregelen brachten allesbehalve rust in het land, en opnieuw waren er diverse soms kortstondige coalitieregeringen, die slecht het hoofd konden bieden aan de onlusten tussen links en rechts, vooral op de universiteiten.
De oliecrisis van 1973 trof Turkije enorm, aangezien het nauwelijks zelf olie produceerde en als gevolg van de crisis de vraag naar Turkse gastarbeiders in Europa aanzienlijk afnam. In Turkije was sprake van een hoge inflatie, veel werkeloosheid en prijsstijgingen en de economische crisis leidde tot een politieke crisis.
De Turkse invasie van Cyprus in 1974, als reactie op de Pro-Griekse staatsgreep, verergerde de situatie. De Verenigde Staten legde een  embargo op, de relatie met de Europese Gemeenschap bekoelde en de Verenigde Naties erkende de Turkse Republiek Noord-Cyprus niet. 
Er ontstond in Turkije een politieke impasse, omdat de leiders van de grote politieke partijen, Demirel (AP) en Ecevit (CHP) weigerden samen te werken. Hiervan profiteerden extremisten van links en met name van ultrarechts. Relatief kleine partijen zoals de islamitische Partij voor Nationale Redding (MSP) van Necmettin Erbakan konden zich veel macht toe-eigenen door de grote partijen in coalities aan een meerderheid te helpen. Ook waren er terroristen, die vaak voortkwamen uit studentenbewegingen en van de politieke toestand gebruik maakten door een gewapende strijd te beginnen. Er werd uitvoerig beraadslaagd over plannen om de economie en de politiek weer te stabiliseren, maar het leger zag de voortdurende onrust met lede ogen aan: straatterreur, politiek geweld, een stijgende inflatie en werkloosheid. Op 12 september 1980 pleegden ze een staatsgreep. Het parlement werd ontbonden, de grondwet buiten werking gesteld, er kwam een verbod op politieke partijen en vakbonden en de staat van beleg werd afgekondigd. Tienduizenden mensen werden opgesloten in de gevangenis.
In 1983 kwam er een nieuwe grondwet die tot een sterke beperking van de politieke rechten en burgerlijke vrijheden leidde. Technocraat Turgut Özal won met een overweldigende meerderheid de verkiezingen van 1983 met zijn Moederlandpartij.

## Van 1983 tot 1991
De oude partijleiders mochten zich niet met politiek bemoeien, maar nieuwe partijen werden wel toegestaan. Eén nieuwe partij kon op brede steun rekenen: de Moederlandpartij van Turgut Özal, die zich in 1989 tot president liet kiezen. Zijn populariteit daalde echter snel, als gevolg van zijn eigengereide optreden.
Inmiddels bestond de Europese Gemeenschap uit twaalf leden. Turkije voerde de druk op, omdat het besefte dat het steeds moeilijker zou worden om een plek op te eisen, naarmate de Europese Gemeenschap zou groeien. De Turken wilden zich niet uit het veld laten slaan door Griekenland, dat zich op allerlei manieren verzette tegen de Turkse toetreding. Bovendien leidde de beslissing om de interne markt te bewerkstelligen tot nog meer haast bij de Turkse regering. In 1987 overhandigde Turkije haar toetredingsaanvraag tot de Europese Gemeenschap aan de voorzitter van de Ministerraad van de EG. Griekenland reageerde als enige negatief, de andere lidstaten waren niet heel positief maar ook niet negatief in hun respons op het Turkse toetredingsverzoek. De Europese Commissie meende dat de Europese Akte, die tot de realisatie van de interne markt moest leiden, de prioriteit had boven welke uitbreiding dan ook. Over Turkije zelf maakte de Commissie zich zorgen vanwege de grootte van het land, het hoge inwonersaantal en het algemeen ontwikkelingsniveau. Ook was er bezorgdheid over de budgettaire last voor de EG in het geval van een Turkse toetreding en over de gevolgen van het vrij verkeer voor Turkse arbeiders. Verder liet de situatie van de mensenrechten en het respect voor minderheden veel te wensen over en de Commissie benadrukte dat er eerst een einde moest komen aan de Turks-Griekse conflicten. Het Turkse toetredingsverzoek werd dus afgewezen, maar als troost werd de douane-unie, die al in het vooruitzicht werd gesteld in het Verdrag van Ankara, naar voren geschoven.
Vanaf 1987 mochten de oude partijleiders weer politiek actief zijn en onmiddellijk bleek de populariteit van oud-premier Demirel. Zijn Partij van het Rechte Pad werd bij de verkiezingen in 1991 de grootste politieke partij. In 1993 werd Demirel president en kreeg Turkije voor het eerst een vrouwelijke premier: Tansu Çiller.

## Van 1991 tot 2002

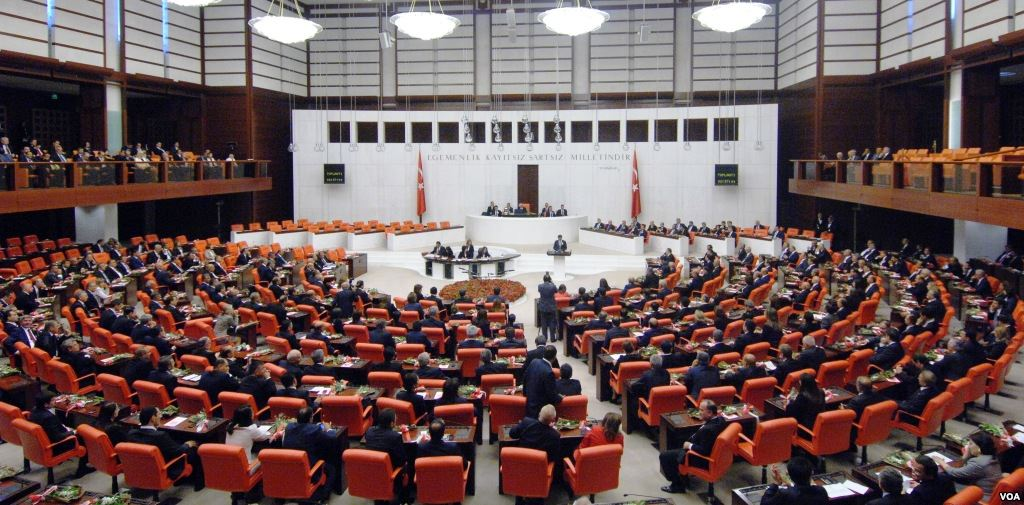
Het Turkse parlement

In 1991 leidde het einde van de Koude Oorlog en de instorting van de Sovjet-Unie ertoe dat Turkije's positie in de internationale politiek volledig veranderde. Het land kreeg weliswaar meer bewegingsruimte in de regionale politiek, maar verloor zijn belangrijke rol van vooruitgeschoven bolwerk van de NAVO. Turkije haalde contacten aan met de vijf nieuwe onafhankelijke Turkse republieken en nam in 1991 het initiatief tot de vorming van de Organisatie voor Economische Samenwerking in het Zwarte Zeegebied en ontwikkelde goede relaties met o.a. Rusland en Oekraïne. De Europese Unie stelt zich in de jaren '90 de vraag of Turkije in cultureel en historisch opzicht wel bij Europa past. De beëindiging van de Koude Oorlog zorgde ervoor dat de hereniging van West- met Oost-Europa de prioriteit werd. Turkije behield z'n plek op de lijst van kandidaat-lidstaten, maar moest met lede ogen aanzien hoe de Oost-Europese landen allemaal voorrang kregen bij de toelatingsprocedure. Dit waren nota bene landen die tot 1991 als vijanden beschouwd werden waartegen Turkije het Westen bescherming moest bieden. Het strategische en geopolitieke belang van Turkije voor de EU nam zodoende aanzienlijk af nadat de Koude Oorlog ten einde was gekomen. Voor de Verenigde Staten nam de waarde van Turkije juist toe: Turkije speelde voor de Amerikanen een sleutelrol in Centraal-Azië en het Midden-Oosten. Europa investeerde niet in deze regio's en wijdde zich volledig aan de uitbreiding van de Unie met de Centraal- en Oost-Europese landen. Het feit dat Turkije over het grootste staande, zeer modern uitgeruste landleger beschikte van alle NAVO-landen was na de Koude Oorlog niet meer belangrijk in Europese ogen, maar wel in de ogen van militaire grootmacht Amerika. De gespannen relatie met Iran en de Turkse militaire banden met Israël droegen ook bij aan het belang van Turkije voor de Verenigde Staten.
Turkije kreeg op de Europese Top van Helsinki in 1999 alsnog de status van kandidaat-lidstaat toegekend. De euforie bij menig Turk was groot, het betekende een mijlpaal in de Turkse geschiedenis. Hoewel Turkije al lid was van internationale organisaties als de NAVO, de Verenigde Naties, de Raad van Europa en de OESO, houdt een EU-lidmaatschap veel meer in: de Europese integratie betekent immers een overdracht van de soevereiniteit van Ankara naar Brussel. Turkije moest eerst vooruitgang boeken in een aantal belangrijke dossiers: mensenrechten, de grenstwisten met Griekenland en een politieke oplossing voor het eiland Cyprus. Europa wijzigde haar koers, omdat zij bang was dat Turkije zich van het Westen af zou keren. De aanhouding van PKK-leider Abdullah Öcalan en het daarmee samenhangende Turkse nationalisme leidden tot deze angst. Verder speelden veiligheidsoverwegingen een grote rol: de Europese defensiepolitiek moest uitgebouwd worden, via de West-Europese Unie en de NAVO en hierbij kwam de hulp van Turkije erg van pas. De euforie van 1999 maakte al snel weer plaats voor een volgende teleurstelling aan Turkse zijde: in 2002 werd op de Europese Top in Kopenhagen door de Europese Raad besloten dat de toetredingsonderhandelingen met Turkije uitgesteld moesten worden. De deceptie was extra groot, aangezien de onderhandelingen met de acht Centraal- en Oost-Europese landen en Cyprus en Malta wel doorgingen.

## Van 2002 tot heden
De Partij voor Rechtvaardigheid en Ontwikkeling (AK-partij) van Recep Tayyip Erdoğan kwam aan de macht na de parlementsverkiezingen van 2002. De partij profiteerde van het zwakke optreden van de regeringspartijen rondom de aardbeving van 1999 en de economische crisis in 2001, die het Internationaal Monetair Fonds ertoe bracht om de oude politieke orde te hulp te schieten. De AKP noemt zichzelf conservatief-democratisch en presenteert zich als een moderne, pro-EU partij. De AK-partij vervolgde de Turkse wens om lid te worden van de EU. De partij heeft met haar inspanningen ervoor gezorgd dat Turkije dichter dan ooit bij het EU-lidmaatschap kwam. Een aantal hervormingen die de AK-Partij invoerde zijn: het afschaffen van de doodstraf, een ‘zero-tolerance’ beleid met betrekking tot martelingen in de gevangenis en het aan banden leggen van militaire interventie in politiek. Hierdoor stemde de EU ermee in om de onderhandelingen te openen in 2005. Echter struikelde de Turkse toetreding over de Cyprus-kwestie, dat ondanks het territoriaal geschil op het eiland alsnog lid werd van de EU. Als gevolg van de moeizame vorderingen richt Turkije zich nu ook op het Oosten.